# Коулман (округ, Техас)
Шаблон:StateAbbr_ 31°46′ пн. ш. 99°27′ зх. д. / 31.77° пн. ш. 99.45° зх. д.
Округ Коулман (англ. Coleman County) — округ (графство) у штаті Техас, США. Ідентифікатор округу 48083.

## Історія
Округ утворений 1864 року.

## Демографія
За даними перепису 2000 року загальне населення округу становило 9235 осіб, зокрема міського населення було 4706, а сільського — 4529. Серед мешканців округу чоловіків було 4430, а жінок — 4805. В окрузі було 3889 домогосподарств, 2608 родин, які мешкали в 5248 будинках. Середній розмір родини становив 2,88.
Віковий розподіл населення поданий у таблиці:
| Стать    | До 15 років | 15-21 | 22-29 | 30-39 | 40-49 | 50-65 | 65-85 | Понад 85 |
| -------- | ----------- | ----- | ----- | ----- | ----- | ----- | ----- | -------- |
| Чоловіки | 911         | 408   | 321   | 498   | 606   | 811   | 782   | 93       |
| Жінки    | 870         | 356   | 351   | 530   | 597   | 848   | 1004  | 249      |

## Суміжні округи
- Каллеген — північ
- Браун — схід
- Маккалох — південь
- Кончо — південний захід
- Раннелс — захід
- Тейлор — північний захід

## Виноски
1. ↑  U.S. Decennial Census. United States Census Bureau. Архів оригіналу за 26 квітня 2015. Процитовано 21 квітня 2015.
2. ↑  Texas Almanac: Population History of Counties from 1850–2010 (PDF). Texas Almanac. Архів оригіналу (PDF) за 26 лютого 2015. Процитовано 21 квітня 2015.
3. ↑  State & County QuickFacts. United States Census Bureau. Архів оригіналу за 5 вересня 2015. Процитовано 9 грудня 2013.(англ.) Наведено за англійською вікіпедією.
4. ↑  American FactFinder. Бюро перепису населення США. Архів оригіналу за 29 липня 2011. Процитовано 31 січня 2008.

| США | Це незавершена стаття з географії США. Ви можете допомогти проєкту, виправивши або дописавши її. |